# Raelete
Raelete (Railete) ist ein osttimoresischer Ort im Sucos Bandudato (Verwaltungsamt Aileu, Gemeinde Aileu).

## Geographie und Einrichtungen
Raelete befindet sich im Norden der Aldeia Raelete. In direkter Nachbarschaft liegt nördlich das Dorf Dailor, dessen Hauptstraße die Grenze Bandudatos zum Suco Fahiria bildet. Weiter nördlich befindet sich die Siedlung Mantane in der Aldeia Sarin (Suco Fahiria), wo die nächstgelegene Grundschule steht. In Raelete selbst befindet sich der Sitz des Sucos Bandudato.
Anderthalb Kilometer weiter südlich liegt in Luftlinie entfernt das Dorf Bibteron in der Aldeia Dailor, das nur über den Umweg über die Überlandstraße von Aileu nach Maubisse im Westen zu erreichen ist.